# Université de Ségou
L'université de Ségou est une université malienne située dans la ville de Ségou.

## Historique
L'université de Ségou est créée par le décret n° 09-128/PM-RM du 27 mars 2009 mais commence effectivement ses activités en janvier 2012.

## Composition
L’université de Ségou est composée de trois facultés :
- Faculté d’agronomie et de médecine animale
- Faculté des sciences sociales
- Faculté du Génie et des Sciences (FAGES)[4]

et de l'Institut universitaire de formation professionnelle (IUFP Ségou)

## IUFP SEGOU
L'Institut Universitaire de Formation Professionnelle est la composante chargée des formations professionnalisantes à bac + 2 (DUT) et bac + 3 (LPRO).
La liste des filières ouvertes évolue en fonction des besoins du marché du travail régional et national. Actuellement, il s'agit de 
- Agro-Business
- Assistant de Gestion
- Comptabilité Finance Audit
- Eau Environnement Énergies Renouvelables
- Génie Informatique et télécommunications
- Hôtellerie Tourisme